# Cá heo đầu bò phương bắc
Lissodelphis borealis là một loài động vật có vú trong họ Delphinidae, bộ Cetacea. Loài này được Peale mô tả năm 1848.
Loài cá heo này được tìm thấy ở Bắc Thái Bình Dương. Chúng thường bơi thành đàn có khi lẻn tới 2000 con, đôi khi cùng các cetacea khác.

## Hình ảnh

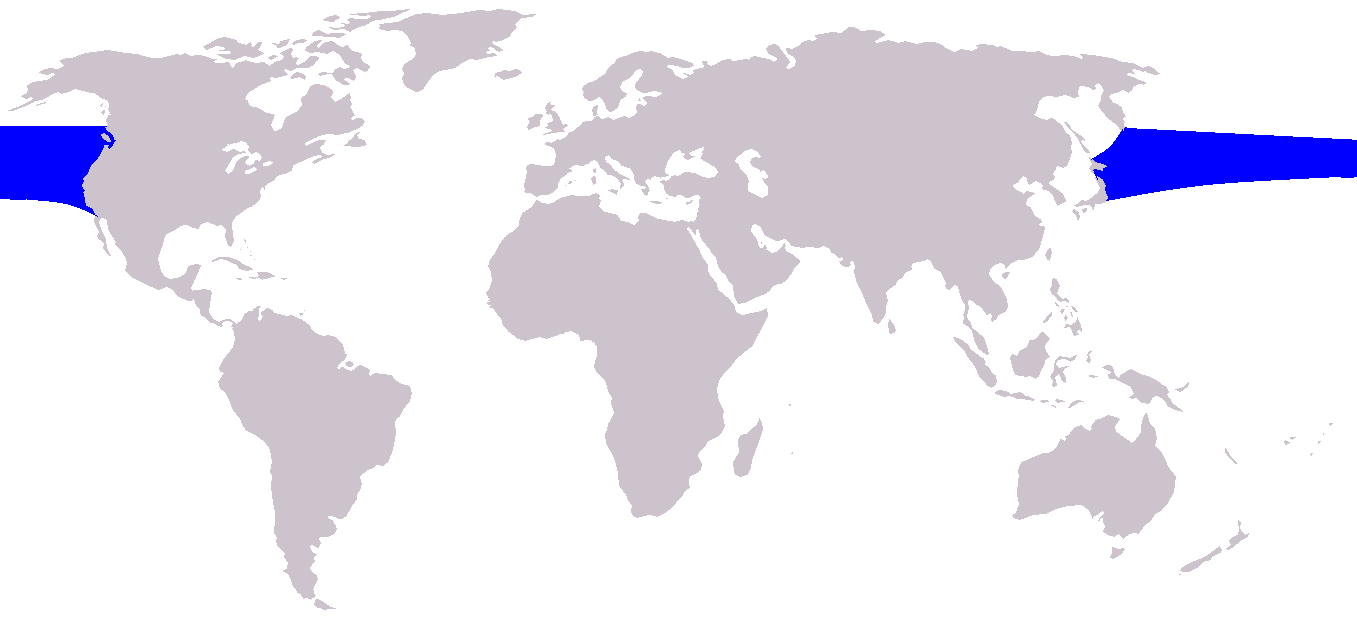
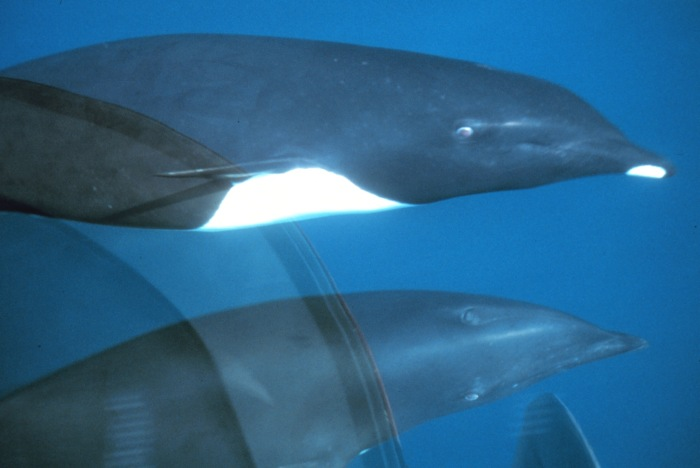
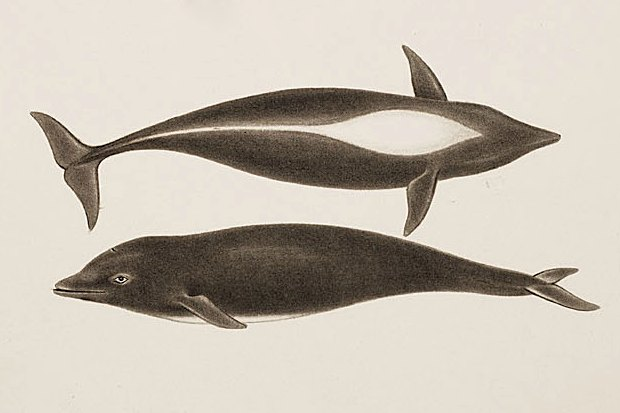
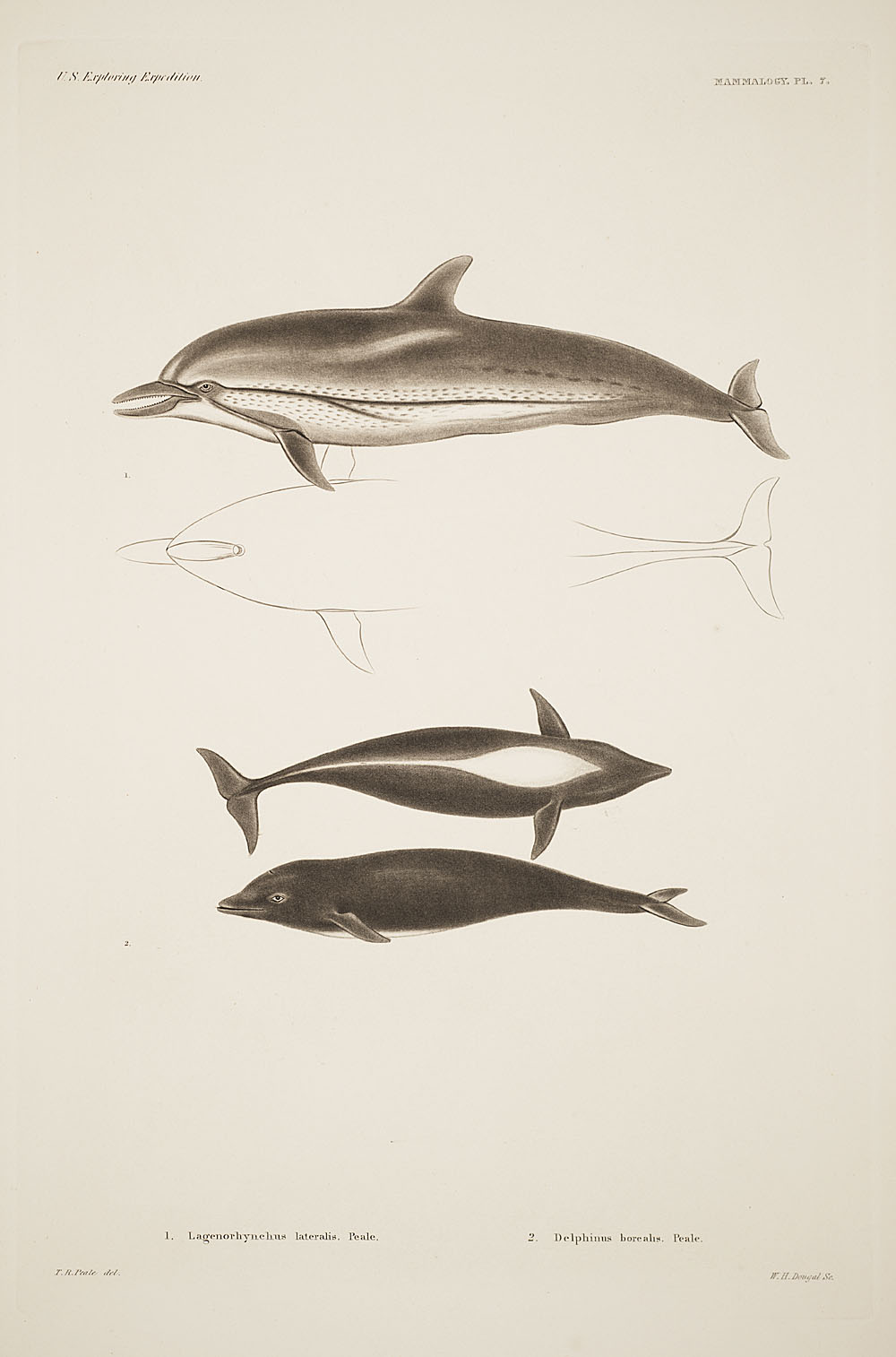